# Rio Japara Grande
O rio Japara Grande é um curso de água que nasce e deságua no município brasileiro de Prado, no litoral do estado da Bahia. Nasce a 103 metros de altitude e percorre 22 km até sua foz no oceano Atlântico, a sul da desembocadura do rio Japara-Mirim nas águas do mar. Sua bacia hidrográfica possui 153,72 km² e integra a microbacia de Cumuruxatiba. O manancial intercede uma área de mata ciliar no entorno do Parque Nacional do Descobrimento.
É um dos rios mais expressivos do município e possui importância para o abrigo da fauna ictiológica local. A vegetação das margens possibilita a estabilização da temperatura da água e alimento para os peixes. Entretanto, sua bacia possui assentamentos de reforma agrária, aldeias indígenas e propriedades rurais que utilizam os recursos hídricos disponíveis. O uso de pesticidas pelas ocupações do entorno é responsável por contaminar a água e as formas de vida aquáticas.
A BA-001, ligação entre a sede de Prado e o distrito de Cumuruxatiba, intercede o rio. Em sua foz está localizada a Praia da Japara Grande. É um local de paisagens naturais atrativas utilizado para banhos no mar, prática esportiva e pesca. Nessa área o curso hídrico banha manguezais, enquanto que no entorno se fazem presentes falésias.